# Ixodes caledonicus
Ixodes caledonicus är en fästingart som beskrevs av George Nuttall 1910. Ixodes caledonicus ingår i släktet Ixodes och familjen hårda fästingar. Inga underarter finns listade i Catalogue of Life.
Svenska namn på 24 arter fästingar fastställdes av Statens Veterinärmedicinska Anstalt, SVA, den 4 september 2017. Ixodes caledonicus fick då det svenska namnet klippfästing .